# Zdenko Kosanović
Zdenko Kosanović (* 13. Mai 1964) ist ein ehemaliger jugoslawisch-kroatischer Fußballspieler. Nach dem Ende seiner aktiven Laufbahn, in der der Abwehrspieler für den FC Remscheid sowie dessen Vorgängerverein BV 08 Lüttringhausen 128 Partien in der 2. Bundesliga spielte und einmal die Deutsche Amateurmeisterschaft gewann, wechselte er auf die Trainerbank.

## Sportlicher Werdegang
Kosanović kam 1972 mit seiner Familie als Gastarbeiterkind aus Kroatien nach Remscheid. Als 18-Jähriger rückte er beim BV 08 Lüttringhausen in den Profikader, unter Trainer Rudi Sommavilla debütierte er am 2. Oktober 1982 beim 0:0-Remis beim FC Augsburg in der 2. Bundesliga an der Seite von Kurt Balewski, Jürgen Berghaus, Norbert Sobbe und Herbert Bals. Im Laufe der folgenden Saison rückte er zunehmend in die Startformation, die Spielzeit 1983/84 beendete der Klub jedoch als Tabellenschlusslicht und stieg in die Oberliga Nordrhein ab. Mit dem Absteiger spielte er direkt um den Wiederaufstieg, nach einem dritten Rang in der Spielzeit 1984/85 bedeutete in der Fußball-Oberliga Nordrhein 1985/86 die Vizemeisterschaft hinter Rot-Weiss Essen für den mittlerweile in BVL 08 Remscheid umbenannten Klub die Teilnahme an der Deutschen Amateurmeisterschaft 1986. Dort zog Kosanović an der Seite von Yahiro Kazama, Karl Rohr, Frank Kremer und Torhüter André Stocki ins Endspiel gegen den VfR Bürstadt ein. Zwei Tore von Andreas Köhler führten den Klub zum Titelgewinn.
In der Oberliga-Spielzeit 1986/87 gewann Kosanović mit der Mannschaft vor Zweitligaabsteiger MSV Duisburg die Oberliga-Meisterschaft. In der Aufstiegsrunde zur 2. Bundesliga verlor der Klub nur sein Heimspiel gegen Hertha BSC und setzte sich letztlich als Gruppensieger vor dem SV Meppen und den Berlinern durch. In der Spielzeit 1987/88 bestritt Kosanović 28 der 38 Saisonspiele. Am Ende der Spielzeit stieg der Klub jedoch gemeinsam mit der SpVgg Bayreuth, dem SSV Ulm 1846 und Schlusslicht Arminia Bielefeld wieder ab. Als Vizemeister der Oberliga-Spielzeit 1988/89 hinter dem MSV Duisburg war die Mannschaft erneut an der Amateurmeisterschaft teilnahmeberechtigt, scheiterte dort jedoch mit zwei Niederlagen am hessischen Amateurmeister SpVgg Bad Homburg.
Nach der Fusion des BVL 08 Remscheid mit dem Lokal- und Ligarivalen VfB Remscheid 06/08 im Sommer 1990 dominierte die Mannschaft die folgende Spielzeit. In der Aufstiegsrunde blieb sie ohne Niederlage und erreichte als Gruppensieger mit vier Punkten Vorsprung auf den VfL Wolfsburg abermals die 2. Bundesliga. In der Zweitliga-Spielzeit 1991/92 bestritt er 21 der 22 regulären Spiele, zudem stand er in allen zehn Partien der Abstiegsrunde auf dem Platz. In der folgenden Spielzeit kam er nochmals in 36 Spielen zum Einsatz, der Klub stieg jedoch abermals ab. Als Tabellenachter der Oberliga-Spielzeit 1993/94 verpasste die Mannschaft in der folgenden Saison die Qualifikation für die neu eingeführte Fußball-Regionalliga West/Südwest und wurde in die Viertklassigkeit durchgereicht.
Nach dem Abstieg wechselte Kosanović zum Oberliga-Konkurrenten Rot-Weiß Oberhausen, mit dem er die Oberliga-Spielzeit 1994/95 ohne Niederlage als Meister mit sechs Punkten Vorsprung auf seinen Ex-Klub aus Remscheid gewann. Er verließ jedoch nach nur einer Saison den Klub und wechselte für eine Spielzeit zu den Sportfreunden Siegen in die Oberliga Westfalen, anschließend lief er für Preußen Köln und den 1. FC Union Solingen, wo er zeitweise als Spielertrainer agierte, auf. Beim SV Wermelskirchen ließ er seine aktive Laufbahn ausklingen, später wurde er nochmals kurzzeitig vom VfR Neuss reaktiviert.
Erste hauptamtliche Trainerstationen Kosanovićs waren der TSV Ronsdorf und ab 2004 als Nachfolger von Manfred Dum der Verbandsligist TuSpo Richrath. Später trainierte er noch den SC Ayyildiz, ehe er als Nachfolger von Thorsten Legat 2016 zum FC Remscheid zurückkehrte. Den Abstieg des Klubs in die Bezirksliga Niederrhein konnte er jedoch nicht mehr abwenden, schaffte aber mit dem Klub den direkten Wiederaufstieg in die Landesliga Niederrhein. Im November 2017 wurde er dort beurlaubt. Anfang 2020 übernahm er das Traineramt beim SC 08 Radevormwald.